# ZAMAK

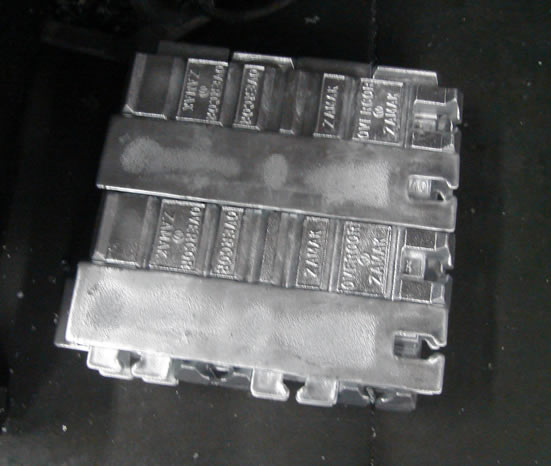

Zamak (ZAMAK, Zamac) — семейство цинковых сплавов, легированных алюминием, магнием и медью, очень широко использующихся в литейном производстве. Сплавы этого семейства отличаются содержанием алюминия примерно в 4 %.
Аббревиатура расшифровывается как: zink — aluminium — magnesium — kupfer, — то есть, состоит из первых букв немецких обозначений, входящих в сплав металлов.
Во всём мире слово Zamak стало по сути синонимом цинк-алюминиевых сплавов. В странах бывшего СССР для аналогичных сплавов используется аббревиатура ЦАМ: цинк — алюминий — медь.
Главная область применения сплавов семейства ZAMAK — литьё под давлением. Эти сплавы имеют низкую температуру плавления (чуть выше, чем у свинца) и очень хорошие литейные свойства при литье с высоким (поршневым) давлением, при гравитационном литье жидкотекучесть весьма посредственная, при этом достаточно прочны (на уровне горячекатанной малоуглеродистой стали), что позволяет получать довольно прочные детали с очень сложной формой.
Список изделий, изготовляемых из сплавов этого семейства, весьма широк, и включает в себя различные детали и готовые литые изделия сложной формы: застёжки-молнии, корпуса карбюраторов, сантехнические краны и смесители, промышленные степлеры, всевозможные дверные ручки и аналогичную дверную и мебельную фурнитуру, корпуса замков, масштабные модели, клюшки для гольфа, художественную миниатюру, рыболовные катушки, затворы огнестрельного (Hi-Point Firearms) и травматического (Zoraki, Streamer) оружия, а также многое другое.
Сплавы семейства ZAMAK обозначаются различными номерами (ZAMAK-1, −2, −3, −5, −7 и т. д.), — наиболее распространён сплав ZAMAK-3. Он имеет твердость по Бринеллю 97 единиц, что сравнимо с малоуглеродистой сталью (~120 HB). Предел прочности — 268 Мпа, модуль упругости — 96 ГПа, температура плавления — 381—387 °C, плотность — 6,7 г/см³, коэффициент трения — 0,07.